# Walter von Wiese
Walter Gustav Erwin von Wiese y Kaiserswaldau (Habelschwerdt, 12 de febrero de 1879 - Bautzen, 1945) fue un oficial alemán, investigador en África y más tarde parte de las SS.

## Biografía
Wiese provenía de la nobleza silesiana de Wiese y Kaiserswaldau. Era hijo del concejal del tribunal de distrito de Prusia Maximilian von Wiese y Kaiserswaldau (1841-1900) y su esposa Hedwig, de soltera Fischer (1859-1916).
Después de graduarse de la escuela secundaria en Waldenburg, Wiese se unió al Regimiento de Infantería “von Courbière” (2.° Posensches) No. 19 del ejército prusiano el 15 de mayo de 1897. El 25 de noviembre de 1898 fue ascendido al rango de teniente. De octubre de 1902 a julio de 1903 fue destinado al Seminario de Lenguas Orientales en Berlín y luego al servicio de la División de Ametralladoras No. 4 en Kulm. Wiese dejó el ejército el 1 de octubre de 1903 y un día después fue empleado en la fuerza de protección para el África Oriental Alemana. En 1905 a 1907 luchó contra la rebelión Maji Maji.
Desde el 1 de junio de 1907, Wiese estuvo a disposición del duque Adolfo Federico de Mecklemburgo y lo acompañó como líder militar en su expedición científica centroafricana a la zona del Rift centroafricano. Wiese ya había conocido al duque en 1905, cuando éste realizó un safari de varios meses en la orilla oriental del lago Victoria. Después de su regreso, Wiese renunció a la fuerza de protección el 31 de octubre de 1908 y luego fue ascendido a primer teniente en el Regimiento de Granaderos No. 89 del Gran Ducado de Mecklemburgo. El 6 de enero de 1910 fue asignado nuevamente a Adolfo Federico de Mecklemburgo como ayudante personal y lo acompañó también como etnógrafo, en su segunda expedición africana, que condujo a la cuenca del lago Chad y los afluentes del norte del Congo. Wiese dirigió la expedición a Ubangi y luego viajó, probablemente sin ningún otro compañero europeo, con fines políticos y etnográficos a través de tres sultanatos a lo largo del río Mbomou y posteriormente hasta el Nilo (actual Sudán ). Wiese envió al duque sus últimos informes desde Mobaye el 2 de marzo de 1911. Luego, Wiese viajó a Egipto, donde conoció a Johann Hermann Schubotz, otro participante de la expedición. De allí regresó a Alemania y posteriormente participó en la elaboración de la obra Del Congo al Níger y al Nilo. Informe de la segunda expedición alemana a África Central del duque Adolf Friedrich de Mecklenburg. La obra se publicó en 1912 y fue editada sustancialmente por Wiese.
El 1 de octubre de 1912, Wiese, como capitán (Hauptmann), fue nombrado miembro del personal del 1. Regimiento de Guardia a pie trasladado. El 1 de octubre de 1913 asumió como jefe de la 10.º. Compañía. En este cargo vivió el estallido de la Primera Guerra Mundial en 1914. El 5 de diciembre de 1914, Wiese resultó herido cerca de Bogdanowo. A partir del 15 de junio de 1916, Wiese fue asignado a la Escuela de Suboficiales de Potsdam como comandante de compañía. El 4 de octubre de 1916, Wiese fue destinado a Turquía, donde desde el 5 de noviembre trabajó en el estado mayor del plenipotenciario militar alemán en Constantinopla.
El 10 de julio de 1917, Wiese regresó al batallón de reemplazo del 1.er El Regimiento de Guardia, luego estuvo activo en varias asignaciones hasta el final de la guerra. Fue dado de baja del servicio militar como mayor el 31 de marzo de 1920 y luego vivió en Potsdam.
En la época del nacionalsocialismo, Wiese estaba fuertemente comprometido con esta idea y se unió tanto al NSDAP como a las SS. El 9 de noviembre de 1937 fue ascendido a Standartenführer. Después de eso, no hubo más ascensos según las listas de antigüedad de las SS. A finales de diciembre de 1938, el líder de las SS renunció a la Orden de San Juan según las instrucciones, donde había sido caballero honorario desde 1922 y caballero legal en la Cooperativa Provincial de Brandeburgo en 1935.
Wiese no participó activamente en la Segunda Guerra Mundial, probablemente debido a su edad. Al final de la guerra fue asignado al estado mayor de la Sección XXIII de las SS (“Brandeburgo”) en la Sección del Alto Spree, con base en Berlín. No se sabe si se convirtió en prisionero de guerra allí. Murió en el campo de internamiento soviético de Bautzen en 1945.

## Familia
En 1915, Walther von Wiese y Kaiserswaldau se casó con Martha Woermann, una hija de la conocida familia naviera de Hamburgo C. Woermann. La pareja tuvo dos hijos, Adolf Friedrich (1918) y Ulrich (1921), ambos nacidos en Potsdam.

## Obras
- Duque Adolf Friedrich de Mecklemburgo : del Congo al Níger y al Nilo. Informe de la expedición alemana a África Central. 1910/1911. Volumen 1, FA Brockhaus, Leipzig 1912. Copia digital. Copia digital del volumen 2 (colaboración y edición). Reimpresión en inglés Nueva York 1969. DNB